# Operation Benedict

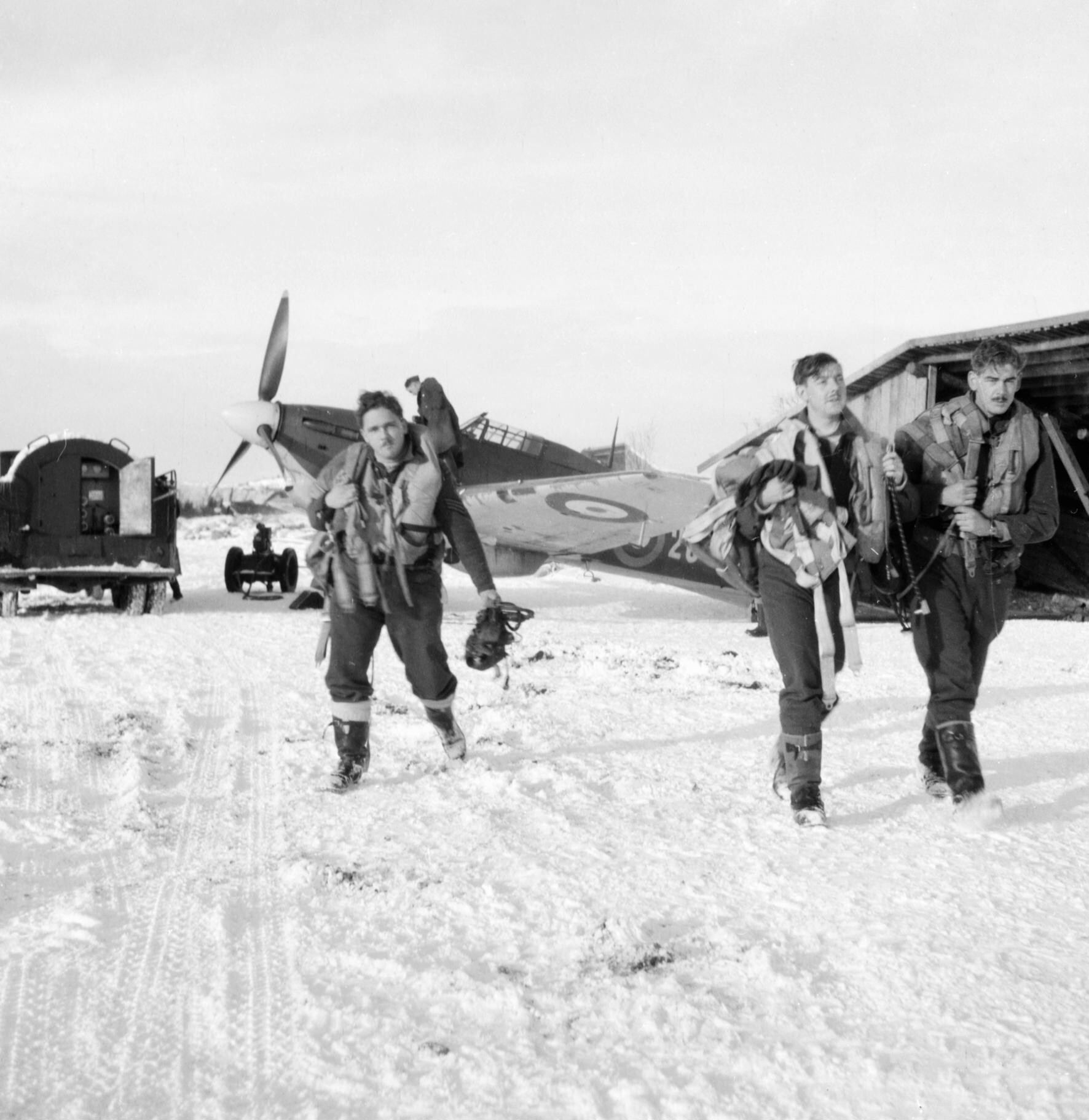
Britische Piloten der 151. Wing nach einem Einsatz auf dem Flugplatz Wajenga nahe Murmansk

Operation Benedict war ein Unternehmen im Zweiten Weltkrieg, bei dem ein Jagdflugzeug-Verband der britischen Royal Air Force zusammen mit Einheiten der sowjetischen Luftstreitkräfte im Nordmeer gegen die deutsche Luftwaffe sowie die finnische Suomen ilmavoimat zum Einsatz kam.

## Vorgeschichte
Am 22. Juni 1941 wurde die Sowjetunion durch die Truppen des Deutschen Reiches und seiner Verbündeten angegriffen und somit ein Bündnispartner Großbritanniens. Im Rahmen der beschlossenen Waffenhilfe für diesen Staat (Lend-Lease-Act) beauftragte Winston Churchill den britischen Botschafter in Moskau, Stafford Cripps, die Möglichkeiten einer Zusammenarbeit auszuloten. Cripps unterbreitete daraufhin am 27. Juni dem sowjetischen Außenminister Wjatscheslaw Molotow den Vorschlag einer britisch-sowjetischen Operation zum Schutz der Nordmeergeleitzüge, die ihren Weg durch das Nordmeer zu den Zielhäfen Murmansk und Archangelsk nehmen sollten. Gleichzeitig sollten Piloten der WWS (Wojenno-wosduschnyje sily, sowjetische Luftstreitkräfte) auf britischen Flugzeugen eingewiesen werden, um die Flugzeuge anschließend zu übernehmen. Bei  Gesprächen in London am 9. Juli zwischen der britischen Admiralität und einer sowjetischen Delegation und einer tags darauf angesetzten Kabinettssitzung wurde das Vorhaben bestätigt.

## Durchführung
Am 12. Juli traf eine britische Kommission mit Vertretern der Royal Navy und der Royal Air Force in Murmansk ein, um die Gegebenheiten vor Ort zu überprüfen. Auf deren Empfehlung hin wurde entschieden, den Flugplatz Wajenga für das Unternehmen zu nutzen. Das Kontingent sollte ursprünglich aus zwei Staffeln Hurricane-Jägern sowie je einer Staffel zweimotoriger Blenheims und Beaufighters bestehen. Letztendlich entschied der Oberbefehlshaber der britischen Luftstreitkräfte Charles Portal am 25. Juli, nur die Hurricane-Staffeln zu entsenden. Diese wurden am 29. bzw. 31. Juli als 81. und 134. Squadron neu aufgestellt und in der 151. Wing zusammengefasst. Sie bestanden aus insgesamt 39 Flugzeugen und 550 Mann an Piloten und Bodenpersonal. Zum Kommandeur wurde Neville Ramsbottom-Isherwood ernannt. Die Flugzeugführer waren aus der 81. und 504. Squadron abgezogen worden oder hatten soeben die Ausbildung beendet.
Der Großteil der Soldaten schiffte sich zusammen mit 15 in Kisten verpackten Hurricanes auf dem Dampfer Llanstephan Castle im Hafen von Scapa Flow ein. Die restlichen 24 Flugzeuge wurde mit ihren Piloten an Bord des Flugzeugträgers Argus stationiert. Die Schiffe verließen Scapa Flow am 17. August 1941 zusammen mit dem Geleitzug Dervish. In der Nacht vom 31. August zum 1. September erreichte die Llanstephan Castle den Zielhafen Archangelsk. Auf dem nahegelegenen Flugplatz Keg-Ostrow wurden die 15 Hurricanes zusammengebaut und am 9. September nach Wajenga überflogen. Die Flugzeuge der vor der Küste kreuzenden Argus starteten am 7. September zum Überführungsflug. Am 10. September erklärte Ramsbotton-Isherwood die Einsatzbereitschaft seiner Einheit. Einen Tag später erfolgten die ersten sechs Einsatzflüge.

## Einsatz

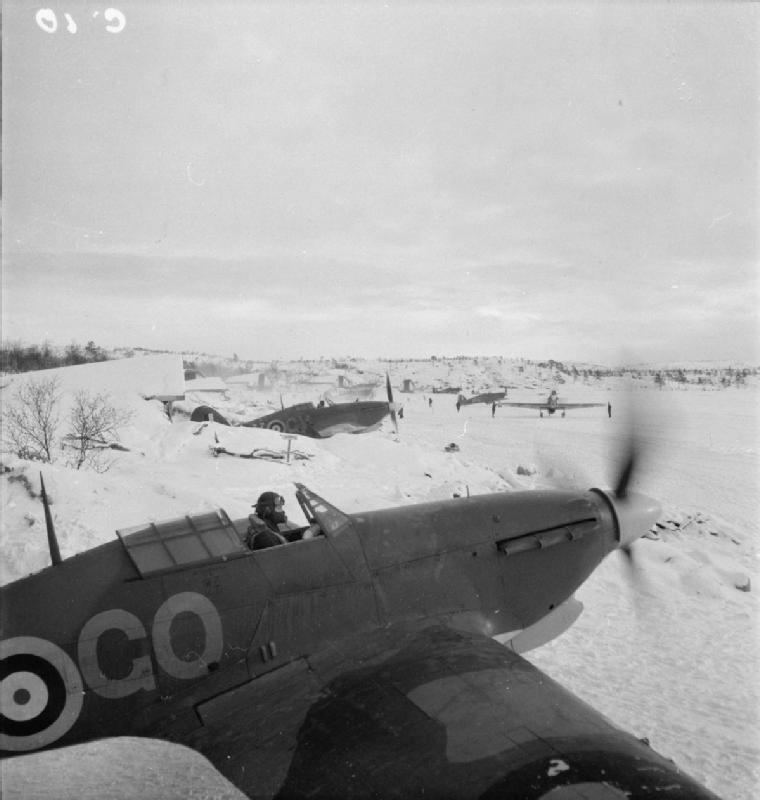
Hurricane Mark IIB des 151. Wing bei Murmansk

Die erste Begegnung mit deutschen Flugzeugen fand am 12. September statt. Fünf Hurricanes trafen auf ebenso viele Bf 109 der Luftflotte 5, die Jagdschutz für einen Hs-126-Aufklärer flogen. Beim anschließenden Gefecht wurden drei Bf 109 abgeschossen, die Briten verloren eine Hurricane. Der Pilot Flight Sergeant N. H. Smith kam beim Absturz ums Leben und war somit der erste Gefallene des Geschwaders.
Bis zum 10. Oktober flog die 151. Wing fast täglich Einsätze, entweder Luftpatrouillen über dem Hafen Murmansk, der Kola-Halbinsel und dem Flottenstützpunkt Polarnoje oder Geleitschutz für sowjetische Bomber, die deutsche oder finnische Flugplätze angriffen. An fünf Tagen kam es dabei zu Luftkämpfen, bei denen das Geschwader zwölf Bf 109, eine Hs 126 und zwei Ju 88 abschoss. Die meisten Abschüsse erzielten die erfahrenen Piloten aus der 81. Squadron, die schon in der Luftschlacht um England zum Einsatz gekommen waren. Auch der mit drei Abschüssen erfolgreichste Pilot C. Haw stammte aus dieser Einheit.
Vom 10. bis zum 21. Oktober 1941 befassten sich die britischen Piloten mit der Einweisung von sowjetischen Piloten des 72. gemischten Fliegerregiments auf der Hurricane. Einzelne Piloten, unter ihnen Boris Safonow, der zu dieser Zeit Staffelführer im 72. SAP war, flogen den Typ schon ab Ende September. Ab 9. Oktober war die erste sowjetische Staffel einsatzbereit, am 25. Oktober wurde der erste sowjetische Luftsieg auf diesem Muster gegen eine Bf 110 erzielt.
Nach dem Abschluss der Pilotenschulung endete Mitte November der Aufenthalt der britischen Soldaten von der 81. Squadron in der UdSSR, die 134. Squadron war schon Ende Oktober nach Großbritannien verschifft worden. Mit dem Eintreffen der Einheit in Scapa Flow am 6. Dezember 1941 fand die Operation „Benedict“ ihren Abschluss.

## Sonstiges
Am 17. März 1942 wurde den Piloten Boris Safonow, Iwan Tumanow, Alexander Kowalenko und Alexei Kucharenko das britische Distinguished Flying Cross verliehen. Umgekehrt erhielten der Kommandeur Ramsbottom-Isherwood und die Flieger A. Rook, A. Miller und C. Raw den Leninorden. Zuvor hatte der Kommandeur der Seefliegerkräfte der Nordflotte Alexander Kusnezow von den britischen Piloten eine „persönliche“ Hurricane als Geschenk erhalten.
Am 2. Juni 1942 musste eine Hurricane aus der „Benedict“-Lieferung nach einem Luftkampf mit Bf 109 der 8./JG 5 auf einem zu dieser Jahreszeit immer noch zugefrorenen See 6,5 km westlich von Murmansk mit eingezogenem Fahrwerk notlanden. Der Flugzeugführer P. P. Markow wurde nicht verletzt und kehrte wenig später zu seiner Einheit zurück, das im Sommer 1941 bei Gloster gebaute Flugzeug mit der Seriennummer Z5252 versank beim Einsetzen der Schneeschmelze. Dort wurde es am 17. August 2003 in 18 m Tiefe von einer Suchmannschaft geortet und am 13. Oktober 2004 in gut erhaltenem Zustand gehoben. Es ist in unrestauriertem Zustand im Technischen Museum vom Vadim Zadorozhniy ausgestellt.

## Die Hurricane im Eismeer-Einsatz
Die 151. Wing flog ausschließlich die Hurricane IIB, die gleichzeitig die erste Lieferung von britischen Lend-Lease-Flugzeugen an die SU darstellte. Insgesamt gingen 2952 Hurricanes an die WWS. Die sowjetischen Piloten beurteilten den Typ nicht sehr gut. Er wurde als unterbewaffnet eingestuft. Safonow ließ bei den Hurricanes seiner Staffel die zwölf 7,7-mm-Browning-Maschinengewehre gegen zwei 20-mm-SchWAK-Kanonen und zwei 12,7-mm-Beresin-UB-MGs austauschen, mit denen bessere Ergebnisse erzielt wurden.
Der in der IIB verbaute Merlin-XX-Motor erwies sich bei den niedrigen Temperaturen des Eismeergebiets als sehr störanfällig und von kurzer Lebensdauer, so dass viele Hurricanes aufgrund dieser Tatsache sowie wegen Ersatzteilmangels nach kurzer Zeit ausfielen. Auch die Wirkung der Luftschraubenblätter wurde als nicht ausreichend angesehen; sie wurden deshalb durch andere ersetzt. Positiv hingegen wurde die serienmäßige Ausstattung der Flugzeuge mit Funkgeräten beurteilt, da dies zu diesem Zeitpunkt in den sowjetischen Luftstreitkräften nicht die Regel war. So verfügte nur etwa jedes dritte Militärflugzeug über eine Funkausrüstung.